# بندنا (کانزاس)
بندنا (به انگلیسی: Bendena) شهری در ایالت کانزاس کشور ایالات متحده آمریکا است که جمعیت آن در سرشماری سال ۲۰۱۰ میلادی، ۱۱۷ نفر بوده‌است.